# Los gauchos judíos

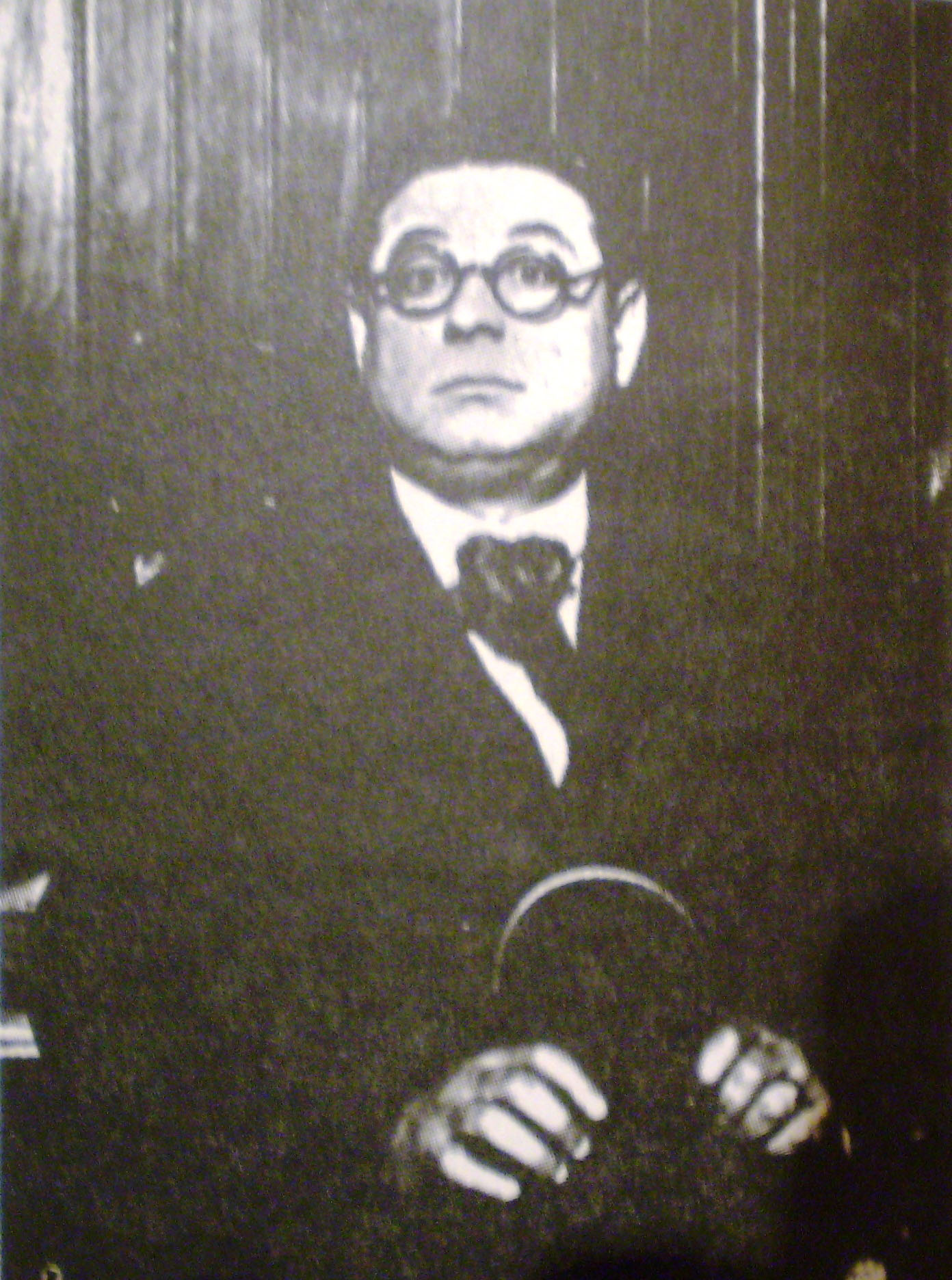
Alberto Gerchunoff, padre de la literatura judía latinoamericana, autor de Los gauchos judíos, considerada su obra máxima.

Los gauchos judíos es un libro del escritor argentino de origen ucraniano judío Alberto Gerchunoff, considerado el padre de la literatura judía latinoamericana, publicado en La Plata en 1910, en homenaje al Centenario de la Revolución de Mayo. La obra es una especie de salmo a la integración de los inmigrantes judíos en la cultura argentina. Recoge estampas y relatos de la inmigración judía inspirados en los propios recuerdos de niñez y adolescencia del autor. 
La Encyclopedia Judaica afirma que Los gauchos judíos "es la primera obra latinoamericana que da cuenta de la emigración al Nuevo Mundo, así como la primera de valor literario escrita en español por un judío en los tiempos modernos". El libro también ocupa el lugar N.º 35 del "Canon judío", la lista de las mejores 100 obras de la literatura judía moderna, establecido por el National Yiddish Book Center de los Estados Unidos.

## Marco contextual
Las primeras ocho familias judías llegaron a la Argentina en octubre de 1888. En agosto de 1889, comenzó la inmigración judía a la Argentina a través de la Jewish Colonization Association del Barón Mauricio de Hirsch que compró tierras donde miles de judíos provenientes de Rusia, Rumanía y otros lugares de Europa oriental comenzaron paulatinamente a vivir, trabajar y desarrollarse. La mayoría de estos inmigrantes eran de Podolia y de Besarabia, en Rusia imperial escapando del Pogrom de Weser.
A comienzos del siglo XX la Provincia de Entre Ríos llegó a tener cerca de 170 familias judías; la actividad productiva se centraba en productos de granja, la industria quesera y lechera, la cría de ganado y los cultivos agrícolas.
Una de las primeras colonias judías fue Moïseville (hoy la Ciudad de Moisés Ville) en la Provincia de Santa Fe. Otra de las colonias es Colonia Lapin situada en la Provincia de Buenos Aires.
En el país comenzaron a desarrollarse las cooperativas agrícolas, que dieron gran impulso a las colonias judías, que adelantaban dinero a los colonos, les proporcionaban semillas, herramientas y artículos a precios convenientes. Estos vendían en común los productos de la tierra. Con el producto de sus ganancias mantenían hospitales, bibliotecas, cementerios y centros culturales tanto para su comunidad así como para la población toda.
También se instalaron colonias en la Provincia de Santiago del Estero y la Provincia de La Pampa.

## Contexto personal
Alberto Gerchunoff llegó a la Argentina como inmigrante en 1889, a la edad de cinco años. Perteneciente a una familia judía afectada por las persecuciones antisemitas en la Rusia zarista, desde muy pequeño, aún antes de inmigrar al país sudamericano, Gerchunoff había escuchado de boca de su padre, un judío de tradición rabínica, relatos sobre esa nueva tierra de promesas, anticipándole que iban a ser agricultores y trabajarían la tierra "como los antiguos judíos de la Biblia".
La familia Gerchunoff se instaló en Argentina y vivió en las colonias agrícolas de Moises Ville (Santa Fe) y Rajil (Entre Ríos), (cerca de Villaguay, Entre Ríos, fundadas por el filántropo Barón Maurice de Hirsch como refugio para los judíos que huían de los pogroms europeos. 
En 1895 se trasladó a Buenos Aires, donde pocos años después comenzaría su actividad de periodista, que ejerció hasta su muerte, especialmente en el diario La Nación de Buenos Aires.
Los gauchos judíos integra la corriente literaria regionalista o telurista, junto a otros libros como El país de los matreros de Fray Mocho, Montaraz de Martiniano Leguizamón, El país de la selva, de Ricardo Rojas, o La Australia argentina de Roberto Payró.
Gerchunoff también encontraría inspiración en la Siónida del Nuevo Mundo que integra el famoso poema de Rubén Darío, Canto a la Argentina, en el que el poeta nicaragüense dice:

¡Cantad judíos a la Pampa!

Mocetones de ruda estampa,

dulces Rebecas de ojos francos,

Rubenes de largas guedejas.

Patriarcas de cabellos blancos

y espesos como hípicas crines.

Cantad, cantad Saras viejas

y adolescentes Benjamines

con voz de nuestro corazón:

¡Hemos encontrado a SIÓN!

Paradójicamente, o quizás como signo de los conflictos reales que genera la inmigración, el padre del autor fue asesinado por un gaucho matrero. El hecho está relatado en uno de los capítulos del libro. 

## Texto
El libro, incluyó originalmente 24 relatos, a los que se agregaron otros dos en la edición de 1936, que habían sido previamente publicados, de manera individual, en el diario La Nación, desde 1908. La primera edición está prologada por el escritor Martiniano Leguizamón, exponente mayor de la literatura entrerriana. Puede ser leído tanto como una novela, o como una serie de cuentos cortos relacionados.
Algunos de los relatos del libro sin respetar el orden original, son: 
1. "Génesis": el primero, que transcurre en Rusia.
2. "El surco": segundo relato, en el que su hermano ara por primera vez una tierra virgen.
3. "La siesta": relato en el que aparece el Rabí Abraham, uno de los personajes centrales del libro. El cuento describe los rezos ortodoxos del rabino.
4. "Llegada de inmigrantes": donde mil colonos esperan a nuevas familias inmigrantes en la estación de tren, y cada uno recuerda su propia llegada.
5. "Leche fresca": protagonizado por Raquel, relata la regularidad de trabajo rural.

1. "La lluvia": sobre una gran inundación.
2. "Las brujas".
3. "El poeta": protagonizado por Favel Duglach, quien combinaba en su alma su amor al relato bíblico y la poesía gauchesca. Gerchunoff asimila aquí los gauchos y los antiguos hebreos bíblicos, como hombres pastoriles, con una vida apacible, cuidando el ganado y la familia.
4. "El cantar de los cantares": sobre el romance entre Esther y Jaime, pese a que aquella había sido prometiada por sus padres a otro joven.
5. "Las lamentaciones": sobre el romance entre Raquel y Jacobo, un joven judío de la colonia, con poco apego a las tradiciones ("el más criollo de la colonia"), lo cual le genera la oposición de los mayores.
6. "Las bodas de Camacho": Raquel huye con Gabriel, su novio gaucho, la misma noche en que su familia arregla su casamiento con el joven judío Pascual Liske. El título y los sucesos del relato sirven como una referencia del relato "Las bodas de Camacho el rico" en Don Quijote de Miguel de Cervantes Saavedra, cuya influencia tomó un papel importante en la obra de Gerchunoff.
7. "El boyero": sobre el criollo Remigio Calamaco, uno de los personajes importantes del libro. Calamaco, es un gaucho violento, que matará a su hijo al retroceder en un duelo criollo, a punta de cuchillo, para ser luego encarcelado por el crimen.
8. "La Muerte del Rabí Abraham": donde recrea el asesinato de su propio padre, a manos de un gaucho borracho.
9. "La lechuza": la madre de Moisés presiente que algo malo le ha pasado a su hijo.
10. "El episodio de Miriam": sobre la fuga de Miriam con Rogelio Miguez, su novio no judío y el horror de la colonia ante el hecho.
11. "Divorcio": sobre el primer divorcio en la colonia.
12. "Historia de un caballo robado": sobre la persistencia del antisemitismo en Argentina, cuando el Rabí Abraham es falsamente acusado de robar un caballo.
13. "La trilla": la primera trilla de Moisés, en la que éste llora de felicidad recordando los largos años de sufrimiento. En el relato Rabí Abraham expresa su punto de vista ortodoxo y sus preocupaciones frente a la conducta de los jóvenes que "se vuelven unos gauchos".
14. "El himno": sobre los preparativos para celebrar la fiesta patria del 25 de mayo).
15. "La visita": cuando el criollo Estanislao Benítez invita a su casa a la familia del Rabí Abraham, quien aparece aquí más cercano a las costumbres criollas y gauchas.
16. "La revolución".
17. "La triste del lugar": es la historia del casamiento de Jeved, ejemplo de pureza moral, con Lázaro, un joven judío con un defecto físico.
18. "El viejo colono": sobre el Rabí Guedalí.
19. "La huerta perdida": sobre una gran plaga.
20. "El médico milagroso": una de las dos historias agregadas en 1936. Trata sobre el médico Nahum Yarcho, un hombre flexible y pragmático, quien se gana el afecto de judíos y no judíos, siendo considerado "un gran gaucho" por los criollos y un buen judío, por los ortodoxos de la colonia.
21. "El candelabro de plata": la otra historia agregada en 1936, donde expresa sus preocupaciones sobre el aumento del antisemitismo en Argentina.

Los siguientes textos, tomados de Los gauchos judíos, son una muestra de su escritura: 

La espera de aquella multitud evocaba en cada uno recuerdos lejanos. Cada uno veía la mañana en que abandonó el fosco imperio del zar y veía la llegada á la tierra prometida, á la Jerusalém anunciada en las prédicas de la sinagoga y en las hojas sueltas.
"Llegada de inmigrantes".

Como ves, “desocupado lector”, en la colonia judía, donde aprendí a amar el cielo argentino y mi alma se impregnó con el espíritu de la tierra, hay, junto al rabino de estampa arcaica, gauchos arrogantes y fieros, Camachos, Quiterias y Basilios. Esto prueba que la historia referida con más puntualidad que arte, es verídica, como lo es la de las bodas de Camacho el rico. Cáigame yo muerto aquí mismo si inventé un ápice en tan maravillosa relación. Bien me gustaría adornarlas con coplas parecidas a las del libro divino, pero Dios negóme ingenio. Doyte yo la verdad escueta de lo contado y si quieres coplas, ponlas tú en modo gracioso, mas no olvides mi nombre, como lo olvidó Nuestro Señor don Miguel de Cervantes Saavedra, el de Cide Hamete Benengeli. Si tan exacta narración te place, no me mandes maravedíes, pues no alcanzan para pan y agua. Envíame dracmas de oro, o si no, agradeceréte una calabaza de vino de Jerusalén, vino de aquellas viñas que plantaron mis antepasados cantando loanzas en gloria de Jehová. Él te dé fortuna y salud, dones que también le pido..
"Las bodas de Camacho".

(Al himno) no lo comprendían los israelitas; pero al llegar á la palabra libertad, el recuerdo de su antigua esclavitud, de la amargura y las persecuciones seculares sufridas por la raza, revolvió sus corazones y con el corazón y con la boca, todos exclamaron, como en la Sinagoga: "¡Amén!"
"El himno".

Déjelo á ese gaucho; no sabe más que contestar. ¡No ve, todo un gaucho! Bombachas, cinturón, cuchillo y hasta esas cositas de plomo para matar perdices; en cambio, en la sinagoga, permanece mudo y no sabe rezar".
"La siesta".

Alberto Gerchunoff describe en su novela la visión de la utopía agraria de los colonos judíos en los campos argentinos. Esta singular experiencia agrícola se desarrolla en esa tierra utópica, ese otro lugar donde era posible empezar una vida nueva. Para ellos, las pampas argentinas eran ese otro lugar, era como la Tierra Prometida.
El libro se caracteriza por un tono optimista donde predominan las situaciones constructivas y de progreso, postergando los conflictos y procesos discriminatorios, actitud que el escritor modificaría en el año 1930, cuando se profundizaron los movimientos antisemitas en Argentina.